# Erinnyis oenotrus
The Oenotrus Sphinx (Erinnyis oenotrus) là một loài bướm đêm thuộc họ Sphingidae. Loài này có ở vùng đất thấp nhiệt đới và cận nhiệt đới ở Paraguay, Brasil, Bolivia và Argentina, north through Trung Mỹ, México và the West Indies. Occasional strays have been recorded từ Florida và phía nam Texas.

### Sự mô tả
Sải cánh khoảng 73–86 mm.

Erinnyis oenotrus♀
Erinnyis oenotrus♀ △

Cá thể trưởng thành mọc cánh quanh năm in the tropics. They feed on the nectar of various flowers, bao gồm Saponaria officinalis.
Ấu trùng có lẽ ăn các loài Forsteronia spicata and other Apocynaceae species.

## Hình ảnh

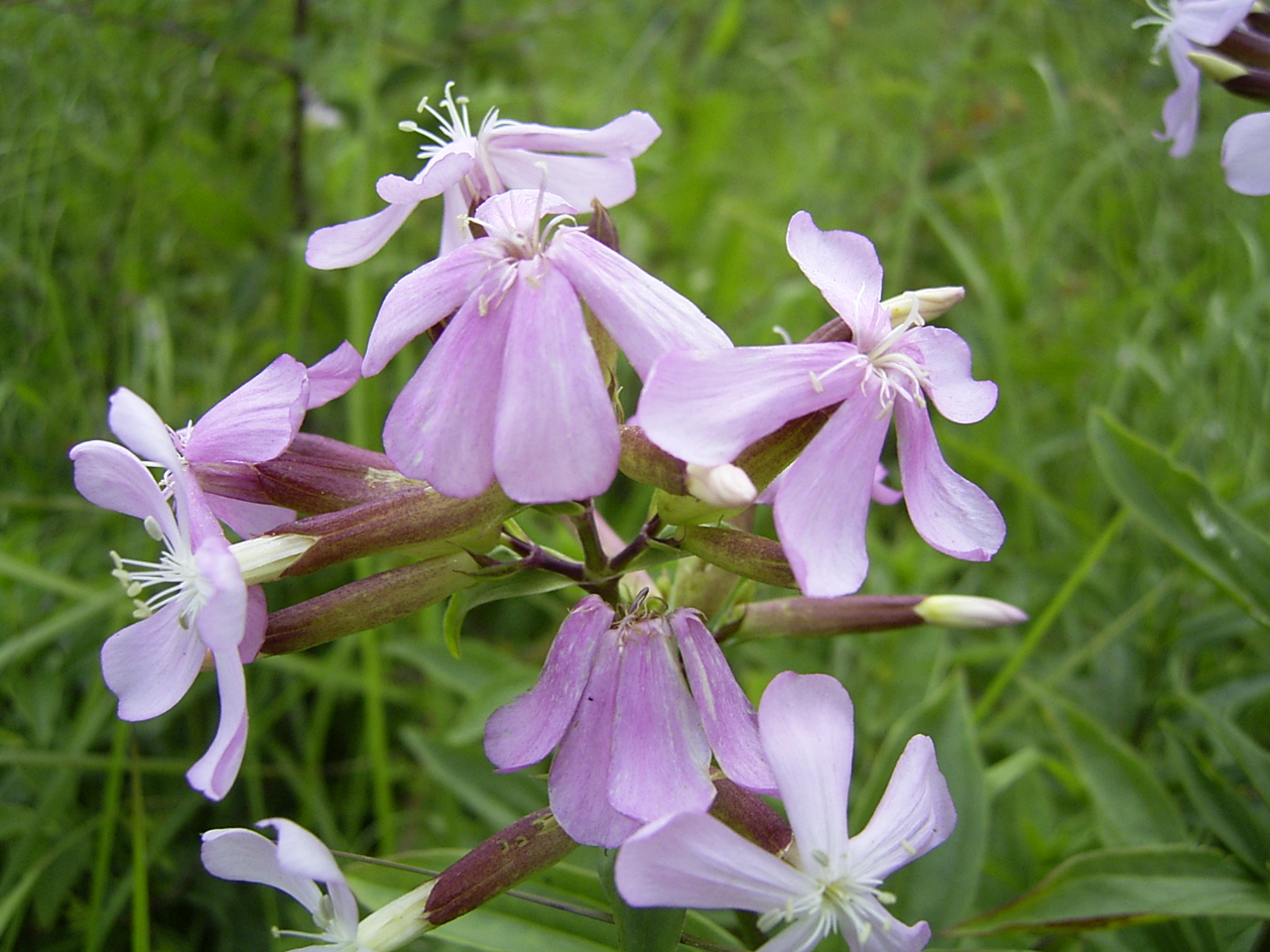